# Hydrogénoduc
Pour des articles plus généraux, voir Pipeline et Gazoduc.

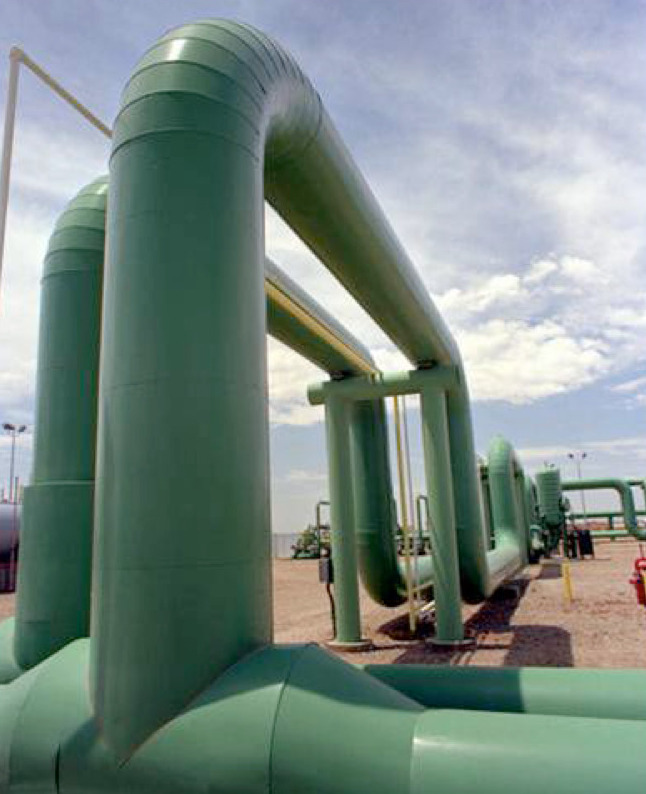
Un hydrogénoduc aux États-Unis.

Un hydrogénoduc est une canalisation industrielle qui achemine de l'hydrogène (plus précisément du dihydrogène), sous forme liquide ou gazeuse.
La plupart de l'hydrogène consommé est autoproduit sur les lieux de consommation. Le nombre et la longueur des hydrogénoducs n'est donc pas très important.

## France
En 1995, il existait un réseau de la société Air liquide dans le Nord de la France et en Belgique (650 km), dans la région lyonnaise (50 km).
En juin 2023, Teréga, deuxième gestionnaire du réseau de transport de gaz en France après GRTgaz, lance un appel à manifestation d'intérêt pour évaluer les besoins en infrastructures d'hydrogène et de dioxyde de carbone dans le Sud-Ouest, région clé sur la route entre l'Espagne, qui a considérablement développé son potentiel de renouvelables, et l'Europe du Nord, dont l'industrie veut se décarboner. Teréga lance également le projet HySoW, qui vise à relier les principaux pôles industriels du Sud-Ouest, de Port-la-Nouvelle à Bordeaux, en passant par Toulouse, Lannemezan, le bassin de Lacq et Bayonne, soit 600 km de tuyaux qui relieront les sites de production, la future dorsale européenne de l'hydrogène H2Med et les sites de consommation. Teréga a également signé un protocole d'accord avec le groupe Salins en vue de développer un projet de cavités salines capables de stocker de l'hydrogène, à l'horizon 2035, dont le potentiel serait d'au moins 500 GWh. Des infrastructures de collecte du CO2 sont aussi envisagées pour sa réutilisation dans la fabrication des e-carburants.

## Allemagne
L'hydrogénoduc le plus long au monde est exploité dans la Ruhr par la société Hüls. Il mesure 210 km de long, sa capacité est de 1 000 millions de mètres cubes par an, il est exploité sous une pression de 25 bars.

## Réseau transfrontalier
Le réseau transfrontalier d'hydrogène MosaHYc desservira une boucle de 100 km, dont 70 km de conduites existantes, entre les aciéries de Dillingen, dans la Sarre, et la plateforme pétrochimique de Carling, en Moselle, puis vers la commune luxembourgeoise de Perl. La Commission européenne approuve fin novembre 2023 ce projet d'un montant de 117 millions d'euros réparti entre GRTgaz (40 %) et l'opérateur régional allemand Creos Deutschland (60 %). Le projet d'intérêt général CarlHYng, d'un montant de 450 millions d'euros, doit permettre d'injecter 300 MW dans le réseau MosaHYc à l'horizon 2030.